# Príamo Pericles Tejeda Rosario

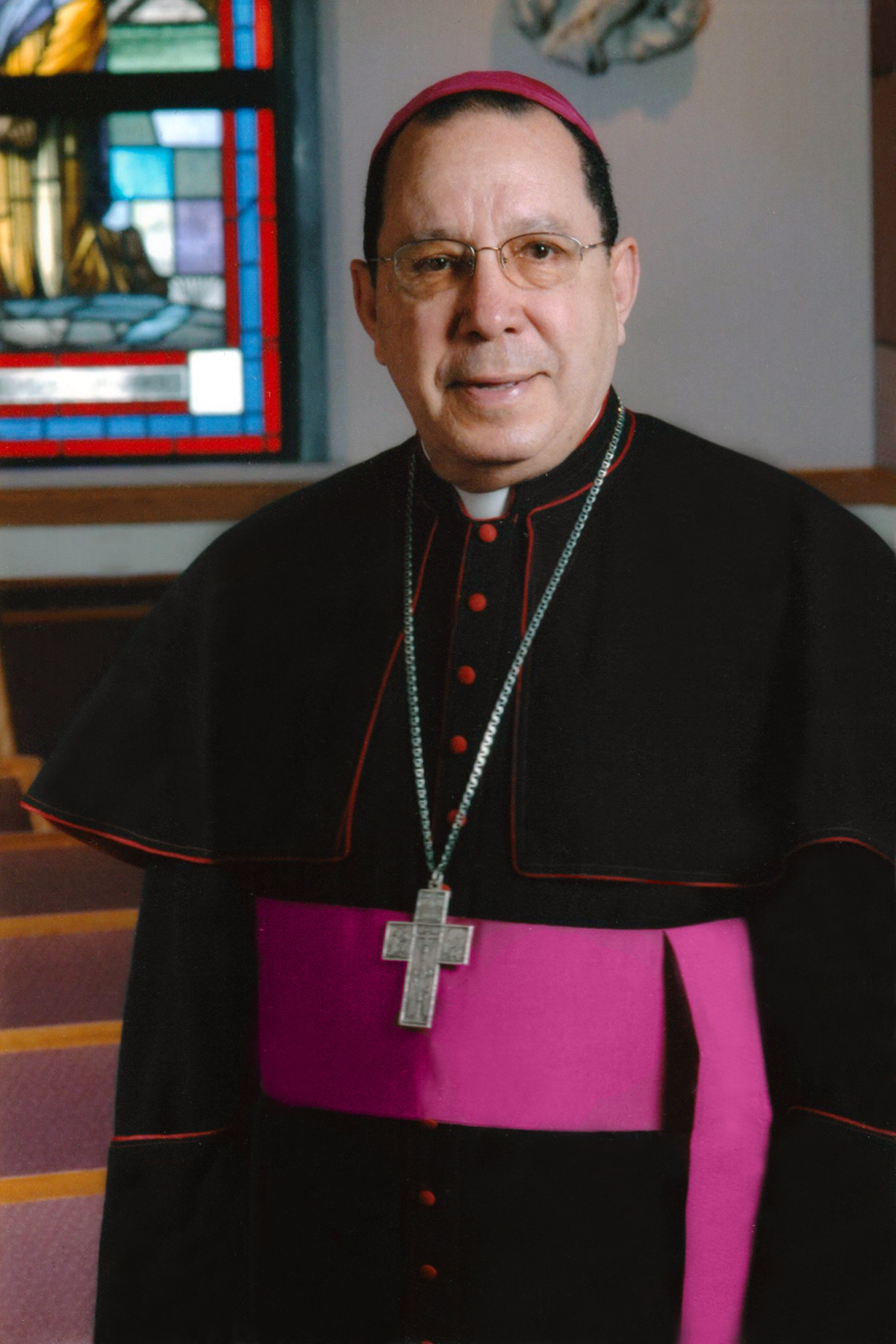
Bischof Príamo Tejeda (2007)

Bischofswappen von Príamo Pericles Tejeda Rosario

Príamo Pericles Tejeda Rosario (* 20. April 1934 in Santo Domingo; † 17. Mai 2024) war ein dominikanischer Geistlicher und römisch-katholischer Bischof von Baní.

## Leben
Príamo Pericles Tejeda Rosario empfing am 11. Mai 1966 die Priesterweihe für das Erzbistum Santo Domingo.
Papst Paul VI. ernannte ihn am 10. Mai 1975 zum Weihbischof in Santo Domingo und Titularbischof von Gilba. Der Erzbischof von Santo Domingo, Octavio Antonio Kardinal Beras Rojas, spendete ihm am 13. Juli desselben Jahres die Bischofsweihe; Mitkonsekratoren waren Hugo Eduardo Polanco Brito, Koadjutorerzbischof von Santo Domingo, und Gerald Emmett Carter, Bischof von London. Sein Wahlspruch lautete „Fe y Obediencia“ (spanisch: Glaube und Gehorsam).
Am 8. November 1986 ernannte ihn Papst Johannes Paul II. zum ersten Bischof des mit gleichem Datum errichteten Bistums Baní. Die Amtseinführung fand am 23. Januar des folgenden Jahres statt. Von seinem Amt trat er am 13. Dezember 1997 zurück.
Tejeda Rosario starb am 17. Mai 2024.